# Koki-Seen
Die Koki-Seen (engl. Koki Lakes), in manchen Quellen auch als Kijanebalolasee-Sumpfkomplex bezeichnet, sind ein Seesystem im Südwesten von Uganda.

## Beschreibung

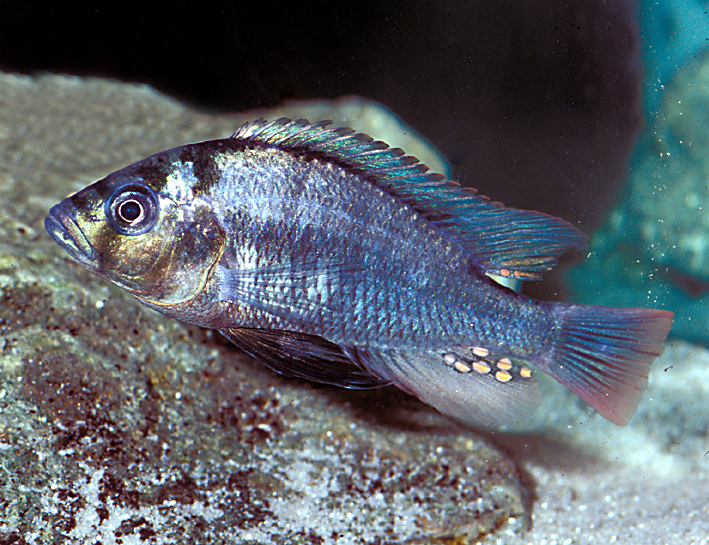
Haplochromis commutabilis ist eine der endemischen Fischarten des Kachirasees.

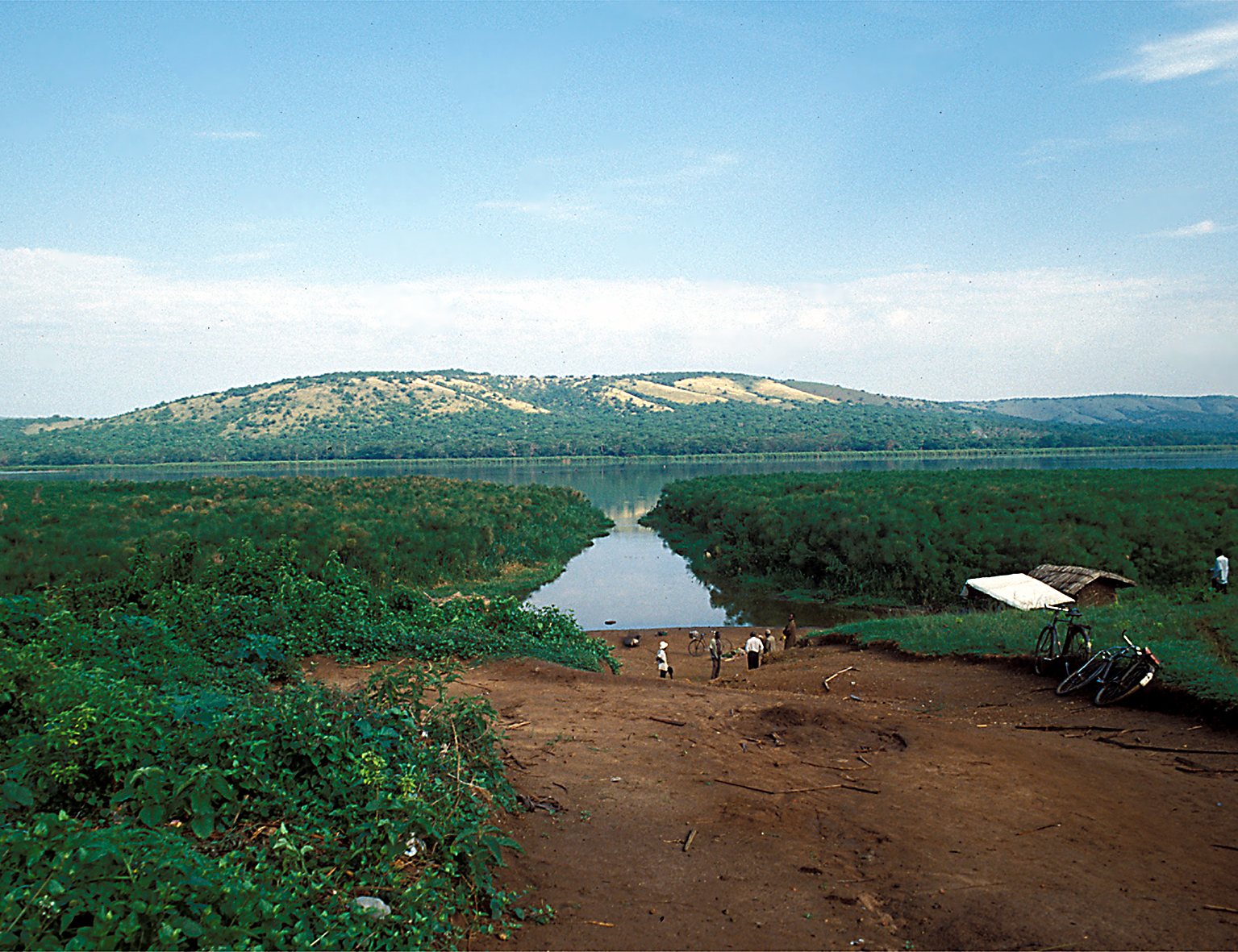
Der Nakivalisee bei Kayerimbi ist größtenteils von Papyrus umstanden.

Der Name leitet sich vom Volk der Koki ab, das in diesem Gebiet lebt, ebenso wie die offizielle Bezeichnung für diesen Landesteil Ugandas (Koki County). Die Seen-Gruppe besteht aus vier größeren und einer Vielzahl kleinerer Seen, die durch Papyrus-Sümpfe verbunden sind. Es handelt sich dabei um die Überreste eines größeren Sees, der bis auf seine Seitenarme nahezu verlandet ist. Der Ruizi-Fluss ist der größte Zufluss zu den Koki-Seen. Diese erhalten aber auch durch die zahlreichen Hänge der umliegenden Hügel reichlich Einträge durch Niederschlag.
Vom westlichsten See (Nakivalisee) gibt es Berichte, dass es zu Hochwasserzeiten zu Blockierungen des östlichen Abflusses durch Verstopfungen durch treibende Papyrusinseln kommen kann und dann auch zu einem Abfluss über das Orichinga-Tal im Westen in südlicher Richtung zum Kagera-Fluss. Das meiste Wasser der Koki-Seen geht aber nicht durch Abflüsse, sondern durch Verdunstung verloren.
Die Gewässer haben einen leicht alkalischen Charakter (pH: 7,2–8,5). Die Seeböden sind durch starke Lehmschichten abgedichtet und verlieren deshalb kaum Wasser nach unten. Das älteste Untergrundgestein in diesem Gebiet besteht aus einer Lateritplatte. Während einer früheren Feuchtperiode, als der Victoriasee seinen höchsten Wasserstand hatte, reichte dessen Ausdehnung bis ins Kagera-Tal hinauf, bis etwa südöstlich von Rugaga. Die Koki-Seen waren zu dieser Zeit durch das Orichinga-Tal und durch Lücken in den Sedimentkegeln mit dem Victoriasee verbunden.

## Unterteilung
Die größten Seen sind von Westen nach Osten:
- Nakivalisee (0°49'–0°44'S; 30°50'–30°56'E); ca. 12 km Ausdehnung in nordöstlicher Richtung
- Mburosee (0°41'–0°38'S; 30°54'–30°57'E); ca. 6,7 km Ausdehnung in nordöstlicher Richtung
- Kachirasee (0°40'–0°30'S; 31°04'–31°09'E); ca. 20 km Ausdehnung in nordöstlicher Richtung
- Kijanebalolasee (0°37'–0°44'S; 31°13'–31°24'E); ca. 20 km Ausdehnung in leicht südöstlicher Richtung

Andere kleine Seen sind (in alphabetischer Reihenfolge):
- Bwarasee
- Kasasasee
- Kazumasee
- Karitimasee
- Kiretwasee
- Karungasee
- Mikerasee
- Mutukurasee
- Rubondosee
- Rumasee

## Wirtschaftliche Nutzung

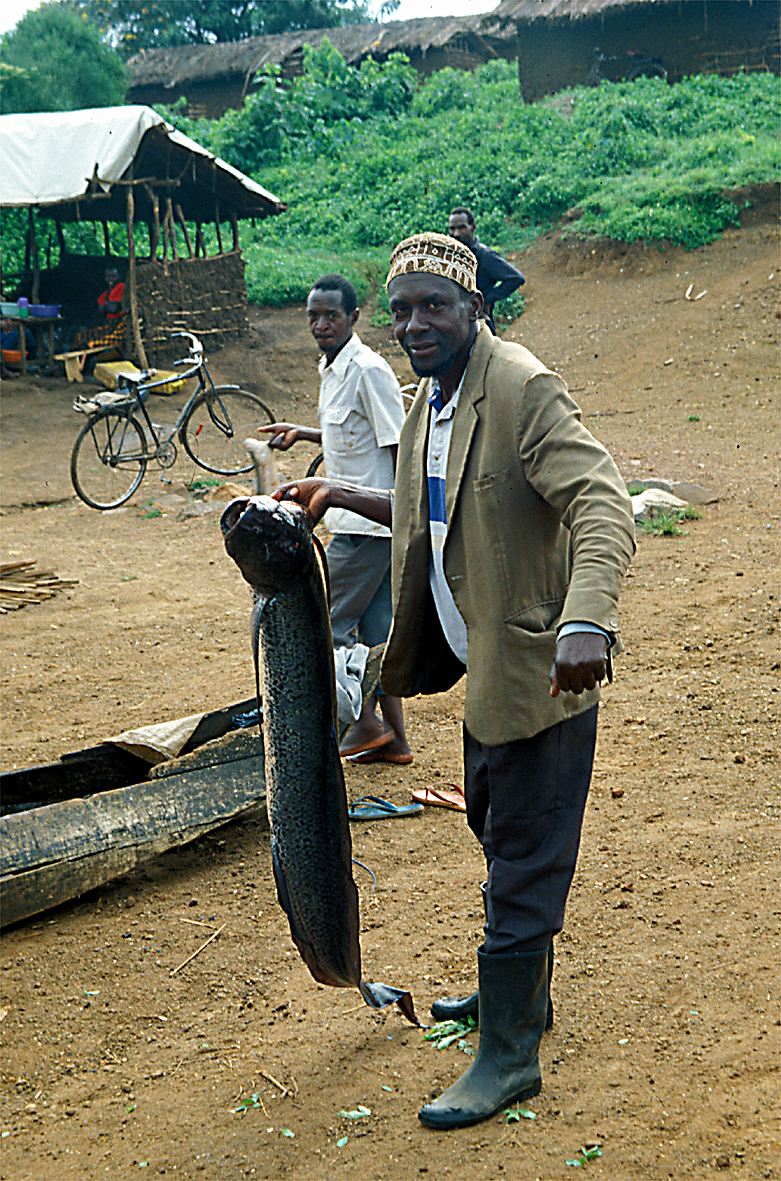
Fischaufkäufer mit Lungenfisch am Nakivalisee.

Das Gebiet ist von Bedeutung für die Landwirtschaft, insbesondere die Viehhaltung, und den Fischfang (fischereirelevante Arten sind z. B. die Buntbarschgattung Oreochromis, Kiemensackwelse (Clarias sp.) und Lungenfische (Protopterus aethiopicus)). Es leben viele kleinere, zum Teil endemische Arten, die zum Teil noch nicht wissenschaftlich beschrieben sind, in den Gewässern. Die Seen dienen teilweise als Wasserreservoir für landwirtschaftliche Gebiete außerhalb. Allerdings wurden Pläne aus den 1960er Jahren dies noch stärker auszubauen (z. B. durch Dammbauten) wieder verworfen bzw. noch immer nicht durchgeführt.

## Schutzgebiete
Der Lake-Mburo-Nationalpark reicht mit seinem südlichen Teil in das Sumpfgebiet hinein. Er umschließt dabei den Mburosee und grenzt an das Westufer des Kachirasees.

## Entstehung

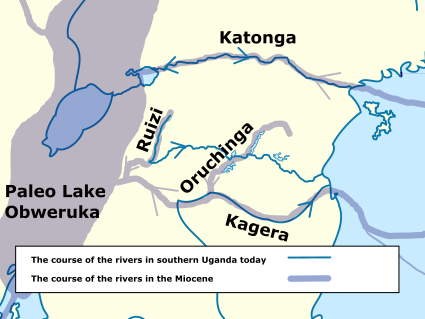
Der Verlauf der Flüsse in Süduganda im späten Miozän und heute

Die Koki-Seen werden heute in östlicher Richtung über den Kibale-Fluss in den Victoriasee entwässert. In früheren Perioden aber floss deren Wasser nach Westen. Es wird angenommen, dass vor der Entstehung des heutigen Viktoriasees das gesamte Gebiet ursprünglich nach Westen in den Kongo entwässerte. Bei der Entstehung des Ostafrikanischen Grabenbruchs wurden die Ränder der Bruchkanten angehoben und es entstand das Becken das heute Viktoriasees. Der Kagera und der Ruizi haben bei diesem Prozess ihre Fließrichtung umgedreht. Der Ruizi floss einst nach Südwesten in den Kagera. Ebenso wie der Orichinga, dessen ehemaliges Flussbett dem Kachira- und dem Nakivalisee entspricht.